# Irlawa
Irlawa (ukr. Ірлява) – wieś na Ukrainie. Należy do rejonu użhorodzkiego w obwodzie zakarpackim i liczy 270 mieszkańców.